# DDTL
DDTL (англ. D-dopachrome tautomerase like) – білок, який кодується однойменним геном, розташованим у людей на довгому плечі 22-ї хромосоми. Довжина поліпептидного ланцюга білка становить 134 амінокислот, а молекулярна маса — 14 195.
| 10         |  | 20         |  | 30         |  | 40         |  | 50         |
| ---------- |  | ---------- |  | ---------- |  | ---------- |  | ---------- |
| MPFLELDTNL |  | PANRVPAGLE |  | KRLCAAAASI |  | LGKPADRVNV |  | TVRPGLAMAL |
| SGSTEPCAQL |  | SISSIGVVGT |  | AEDNRSHSAH |  | FFEFLTKELA |  | LGQDRFPTVL |
| STSPAAHGGP |  | RCPGEIIEGK |  | KSCLNEEALF |  | IYFI       |  |            |

A: Аланін

C: Цистеїн

D: Аспарагінова кислота

E: Глутамінова кислота

F: Фенілаланін

G: Гліцин

H: Гістидин

I: Ізолейцин

K: Лізин

L: Лейцин

M: Метіонін

N: Аспарагін

P: Пролін

Q: Глутамін

R: Аргінін

S: Серин

T: Треонін

V: Валін

Кодований геном білок за функцією належить до ліаз. 
Локалізований у цитоплазмі.